# Тигр (танк)
Panzerkampfwagen VI Ausf.H — E, «Тигр» — немецкий тяжёлый танк времён Второй мировой войны, прототипом которого являлся танк VK 45.01 (H), разработанный в 1942 году фирмой «Хеншель». Наряду с прототипом фирмы «Хеншель» руководству Рейха был представлен и проект Фердинанда Порше — VK 45.01 (P), но выбор военной комиссии пал на вариант фирмы «Хеншель».
Впервые танки «Тигр» приняли участие в боевых действиях 29 августа 1942 года у станции Мга под Ленинградом, массированно начали применяться при взятии Харькова в феврале — марте 1943 года. Использовались вермахтом и войсками СС вплоть до окончания Второй мировой войны.
Общее количество выпущенных машин, включая 10 Pz.Kpfw. VI Tiger (P) — 1359 единиц.
В ведомственной сквозной классификации бронетехники нацистской Германии танк получил обозначение Pz.Kpfw. VI Ausf.E. В марте 1943 года производственное обозначение изменили на Pz.Kpfw. Tiger, (одновременно для новой модификации «Тигр-II» ввели обозначение Pz.Kpfw. Tiger Ausf. B). Приказом Гитлера в январе 1944 года танк был обозначен Panzerkampfwagen Tiger Ausf.E. После принятия на вооружение танков Tiger II, неофициально также использовалось название Tiger I, с добавлением римской единицы. Производственная модификация была при этом только одна, хотя в конструкцию танка вносились небольшие изменения.
Тигр является одним из самых известных танков Второй мировой, наряду с знаменитыми Т-34 и «Шерманами». Сам танк до сих пор используется в военных фильмах и играх, как «Олицетворение немецкой военной машины».
В советских документах танк «Тигр» обычно обозначался как T-6 или T-VI.

## История создания
Первые работы в Германии по созданию тяжёлого танка начались в 1937 году. К этому моменту на вооружении вермахта не было тяжёлых танков прорыва, аналогичных по назначению советским Т-35 или французским Char B1. С другой стороны, в планируемой военной доктрине, опробованной позднее в Польше и Франции, тяжёлым малоподвижным машинам практически не было места, поэтому требования военных к такого рода танку не были чётко определены.
Тем не менее, Эрвин Адерс, один из ведущих конструкторов фирмы «Хеншель» (Henschel) начал проработку 30-тонного «танка прорыва» (Durchbruchwagen). В течение 1939—1941 годов фирма «Хеншель» построила два опытных образца, получивших обозначения D.W.1 и D.W.2. Первый из прототипов был без башни, на второй устанавливалась башня от серийного Pz.Kpfw. IV. Толщина броневой защиты прототипов не превышала 50 мм.
При подготовке нападения Третьего рейха на Советский Союз немецкие военные обратили внимание на необходимость качественного усиления танкового парка вермахта. Немецкий средний танк Pz.Kpfw. IV Ausf. E-F сильно уступал по основным характеристикам советскому среднему танку (в немецкой классификации тех лет Mittlerschwerer — среднетяжёлому) Т-34 обр. 1941 года. Аналога КВ-1 в танковых войсках вермахта не было. При этом, в значительном числе боевых эпизодов «тридцатьчетвёрки» и КВ наглядно показали, что хорошая обзорность, отличная эргономика не компенсируют слабое бронирование и вооружение PzKpfw IV Ausf. E-F. По ходу войны немецким войскам всё чаще приходилось сталкиваться с заранее подготовленной обороной противника, где необходимость тяжёлого танка прорыва уже не подвергалась сомнению. Решение возникших задач разделилось на два направления: на модернизацию уже существующих образцов бронетехники (Pz.Kpfw. III и Pz.Kpfw. IV), и на ускоренное создание своего аналога советского КВ-1.
26 мая 1941 года были утверждены новые требования к проектируемым немецким тяжёлым танкам. Среди них — танковая пушка, способная пробить броню толщиной 100 мм на дистанции в 1,5 километра, а также ужесточались требования к защите тяжёлых танков.
Конструкторским бюро двух известных машиностроительных фирм, «Хеншель» и «Порше», поступили тактико-технические требования на тяжёлый танк прорыва проектной массой 45 тонн. Представление опытных образцов было приурочено к 20 апреля 1942 года — дню рождения Гитлера. Фирма «Хеншель» пошла по традиционному пути немецкой танкостроительной школы, выбрав для нового танка ту же компоновочную схему, что и у Pz.Kpfw. IV, и применив на танке подвеску, разработки профессора Г. Книпкампа — «шахматное» расположение опорных катков в два ряда. До того оно применялось на экспериментальных танках, тягачах и бронетранспортёрах фирмы «Hanomag». Таким образом была успешно решена задача повышения плавности хода, и, соответственно, повышения точности стрельбы на ходу.
Прототип фирмы Хеншель получил обозначение VK 45.01 (H). Фердинанд Порше попытался перенести свой подход в новую область. На его прототипе был реализован ряд новаторских решений, таких как продольные торсионы в системе подвески и электротрансмиссия. Однако по сравнению с прототипом фирмы «Хеншель» машина Ф. Порше конструктивно была сложнее и требовала больше дефицитных материалов, в частности меди (использовалась в генераторах, необходимых для электротрансмиссии).
Прототип доктора Ф. Порше проходил испытания под обозначением VK 45.01 (P). Ф. Порше, не дожидаясь решения комиссии, распорядился о запуске в производство ходовой части под свой новый танк без испытаний, со сроком начала поставок фирмой Nibelungenwerk в июле 1942 года. Однако, при показе на Куммерсдорфском полигоне был выбран танк фирмы «Хеншель», ввиду большей надёжности ходовой части и лучшей проходимости по пересечённой местности, и отчасти из-за меньшей её стоимости, также у образца Ф. Порше VK 45.01 (P) загорелся моторный отсек на испытании, где присутствовал А. Гитлер.
В июле 1941 года Porsche получила заказ на постройку 100 единиц Pz.Kpfw. VI Tiger (P).
В апреле 1942 года, ещё до демонстрации Гитлеру, Henschel получил контракт на выпуск ещё 200 своих танков «Тигр».
Башня же была позаимствована у танка Порше, так как башни, заказанные для танка фирмы «Хеншель» были в процессе доработок или находились в стадии прототипов. Кроме того, изначально под вышеуказанную боевую машину проектировались башни с орудием KwK 42 L/70 7,5 cm., калибр которого (75 мм) в 1942 году уже не удовлетворял в полной мере потребностям вермахта на поле боя. В итоге, именно этот гибрид с шасси и корпусом фирмы «Хеншель», и башней Порше, прославился на весь мир под обозначением Pz.Kpfw. VI Tiger (Ausf. H, Ausf E).

## Производство
| Год  | янв. | фев. | март | апр. | май | июнь | июль | авг. | сен. | окт. | ноя. | дек. | Всего |
| ---- | ---- | ---- | ---- | ---- | --- | ---- | ---- | ---- | ---- | ---- | ---- | ---- | ----- |
| 1942 |      |      |      | 1    |     | 1    |      |      | 4    | 3*   | 1    |      | 10    |

*Переделаны в 1943 в Bergepanzer VI (P).
| Год   | янв.  | фев.  | март  | апр.  | май   | июнь  | июль  | авг.  | сен.  | окт.  | ноя.  | дек.  | Всего |
| ----- | ----- | ----- | ----- | ----- | ----- | ----- | ----- | ----- | ----- | ----- | ----- | ----- | ----- |
| 1942  |       |       |       | 1     |       |       |       |       |       | 1     |       |       | 2*    |
| 1942  |       |       |       |       |       |       |       | 8     | 3     | 10    | 17    | 38    | 76    |
| 1943  | 1     |       |       |       |       |       |       |       |       |       |       |       | 1*    |
| 1943  | 35    | 32    | 41    | 46    | 50    | 60    | 65    | 60    | 85    | 50    | 56    | 67    | 647   |
| 1944  | 93    | 95    | 86    | 104   | 100   | 75    | 64    | 6     | —     | —     | —     | —     | 623   |
| Всего | Всего | Всего | Всего | Всего | Всего | Всего | Всего | Всего | Всего | Всего | Всего | Всего | 1349  |

*Опытные танки V1, V2 и V3.
В денежном выражении стоимость 1 танка «Тигр-I» составляла 250 тыс. Rm. Трудоёмкость производства одного танка — около 300 000 человеко-часов.

## Конструкция

Схема внутреннего устройства корпуса танка

Управление танком осуществлялось при помощи руля, аналогичного автомобильному. Основные органы управления танком «Тигр» — рулевое колесо и педали (газ, сцепление, тормоза). Перед сиденьем справа установлен рычаг переключения передач и рычаг стояночного тормоза (слева — рычаг вспомогательного стояночного тормоза). За сиденьем с обеих сторон — аварийные рычаги управления. При этом само управление было достаточно простым и не требовало особых навыков.

### Броневой корпус и башня

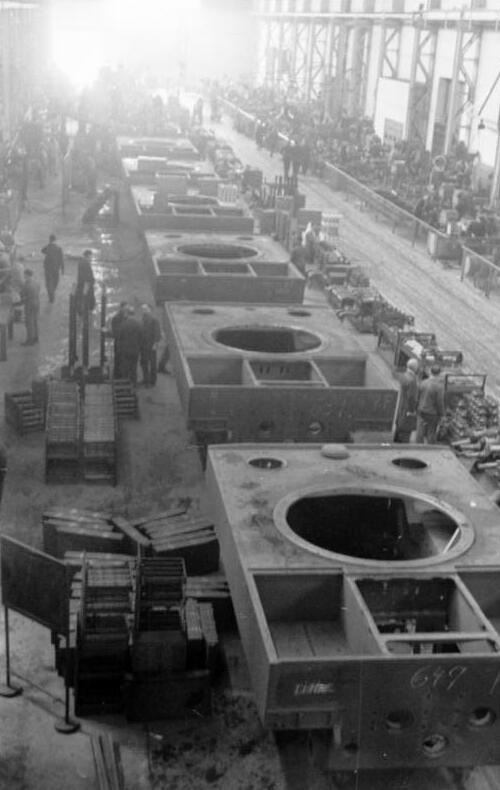
Бронекорпуса «Тигр» массой 21 т после сварки и выполненной «вчёрную» фрезерной обработки, стапельная сборка, 1944 год.

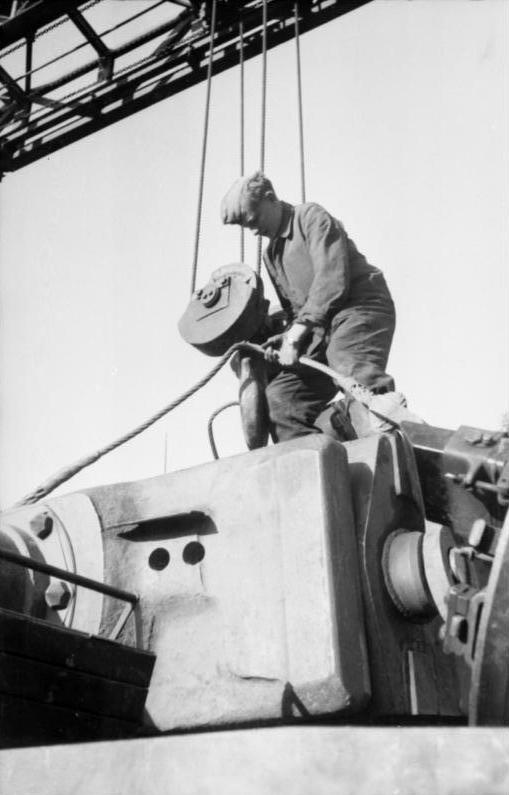
Различима толщина маски пушки, а также вид использовавшегося до 1944 года бинокулярного оптического прицела (Binokularen Zieloptik)

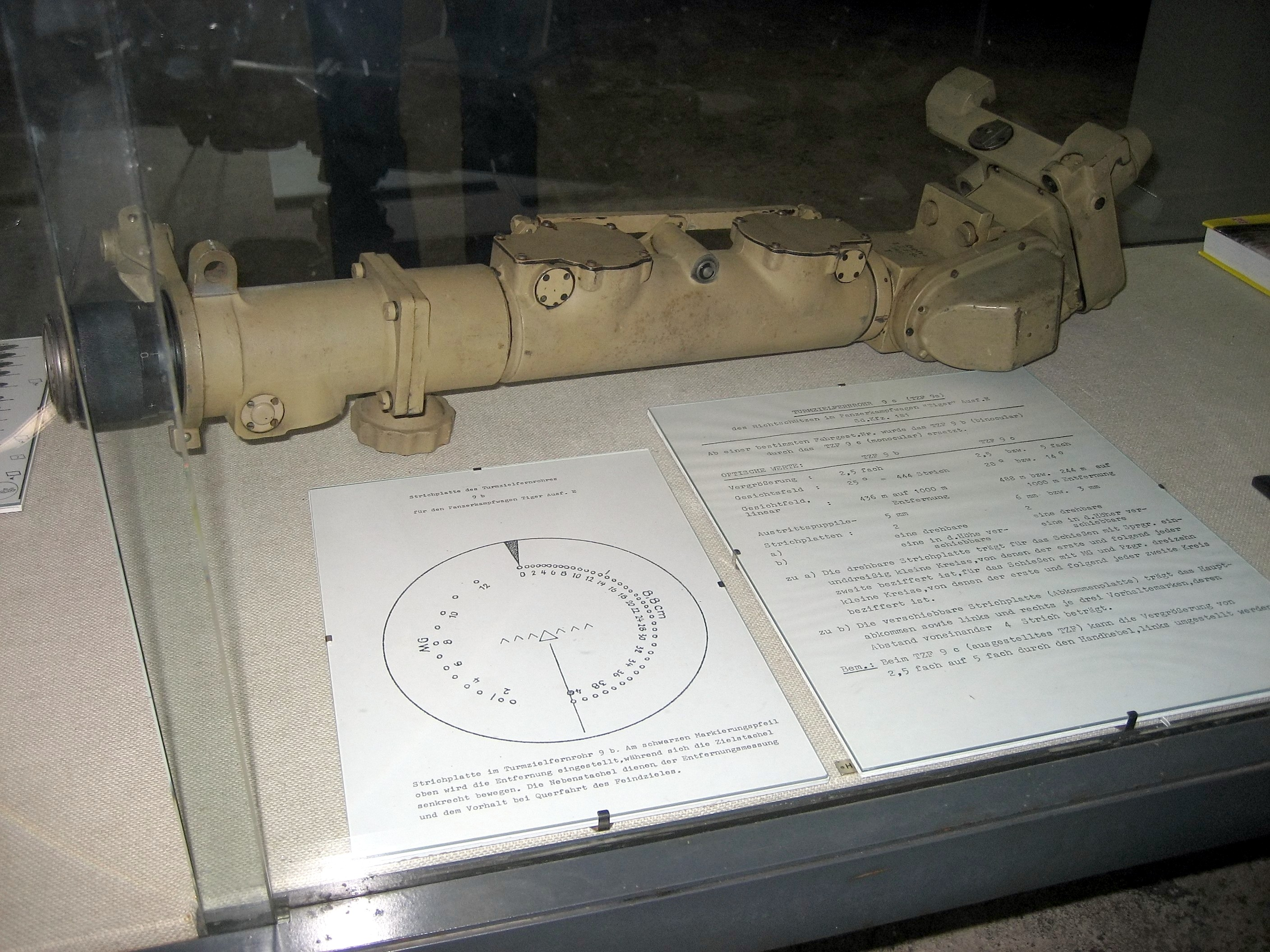
Оптический прицел-монокуляр Turmzielfernrohr TZF 9c.

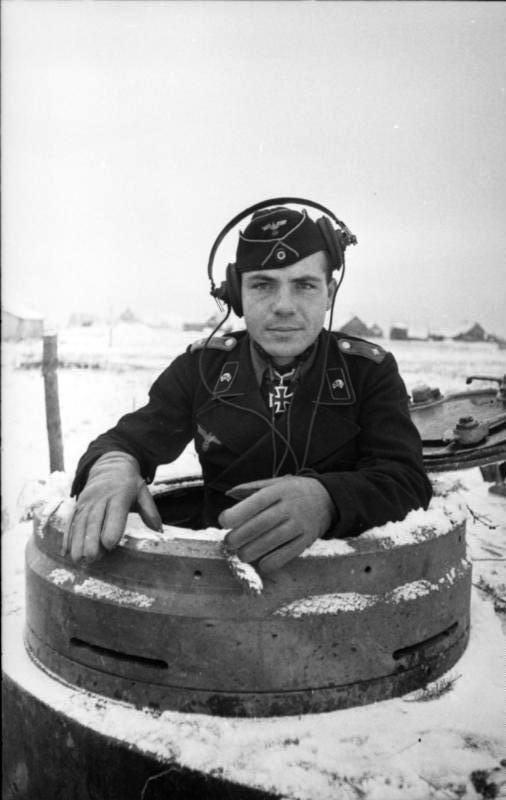
Высокая командирская башенка «Тигра» ранних модификаций.

Башня расположена приблизительно по центру корпуса, центр погона башни находится на 165 мм ближе к корме от центрального перпендикуляра корпуса. Борта и корма башни отформованы из одной полосы броневой стали толщиной 82 мм. Лобовой лист башни толщиной 100 мм приварен к гнутому бортовому бронелисту. Крыша башни состоит из одного плоского бронелиста толщиной 26 мм, в передней части установленного с наклоном в 8 град, к горизонту. Крыша башни соединяется с бортами сваркой. В крыше имеется три отверстия, два — под верхние люки и одно для вентилятора. Крыши башен танков «Тигр» поздних выпусков имели по пять отверстий. На башне № 184 и всех последующих устанавливался перископ заряжающего; перископ монтировался в правой части башни чуть впереди линии излома крыши. Фиксированное перископическое устройство предохранялось стальной П-образной скобой. Между люком заряжающего и вентилятором на башнях танков позднего выпуска (начиная с башни № 324) устраивалось отверстие под Nahverteidigungwaffe (мортирка для стрельбы дымовыми и осколочными гранатами на малые дальности). Вентилятор закрывался бронеколпаком с горизонтальными щелями для забора воздуха. Высота башни, включая командирскую башенку, составляла 1200 мм, масса — 11,1 т. Башни изготавливались и монтировались на шасси на заводе фирмы Вегман в Касселе.
Корпус танка впервые в германском танкостроении имеет переменную ширину. Ширина нижней части собственно и есть ширина корпуса. Верхнюю часть пришлось расширить за счёт надгусеничных спонсонов для размещения башни с диаметром погона 1850 мм — минимальный диаметр погона, позволяющий установить в башню орудие калибра 88 мм. Размер опорной бронеплиты пола корпуса 4820×2100 мм, толщина плиты 26 мм. Толщина бортовых бронеплит варьируется: борта верхней части корпуса 80 мм, корма 80 мм, лоб — 100 мм. Толщина бортов нижней части корпуса уменьшена до 63 мм, так как здесь роль дополнительной защиты выполняют опорные катки. Большинство бронелистов корпуса соединяются под прямым углом. Таким образом, почти все поверхности корпуса «Тигра» или параллельны или перпендикулярны грунту. Исключение составляют верхний и нижний лобовые бронелисты. Лобовой 100-мм бронелист, в котором установлен курсовой пулемёт и наблюдательный прибор механика-водителя, почти вертикален — его наклон составляет 80 град. к линии горизонта. Верхний лобовой бронелист толщиной 63 мм установлен практически горизонтально — с углом наклона 10 град. Нижний лобовой бронелист толщиной 100 мм имеет обратный наклон в 66 град. Стыкуются бронелисты методом «ласточкин хвост», соединяются сваркой. Стык башни и корпуса ничем не прикрыт — одно из наиболее уязвимых мест «Тигра», которое постоянно подвергалось критике[кем?]. Толщина крыши корпуса — 30 мм. Масса бронекорпуса танка, без башни и ходовой части, составляла 29 т, корпус имел внушительные размеры. По мнению многих танкистов, толщина крыши была явно недостаточной. Многие «Тигры» были потеряны только потому, что осколками снарядов клинило башню. На «Тиграх» поздних выпусков для защиты стыка башни и корпуса монтировалось бронекольцо. В целом бронирование «Тигра» обеспечивало высочайший для своего времени уровень защищённости. С целью повышения боевого духа экипажей тяжёлых танков, в учебный центр в Падерборн с Восточного фронта доставили машину обер-лейтенанта Цабеля из 1-й роты 503-го тяжёлого танкового батальона. За два дня боёв под Ростовом в составе боевой группы «Зандер» танк Цабеля получил 227 прямых попаданий 14,5-мм пуль противотанковых ружей, 14 попаданий снарядами калибра 45 и 57 мм и 11 попаданий снарядами калибра 76,2 мм. Выдержав такое количество попаданий, танк сумел своим ходом совершить 60-км марш в тыл на ремонт. Качество брони высоко оценили англичане, изучавшие трофейный «Тигр».
С августа 1943 года внешние вертикальные поверхности корпуса и башни танка стали покрывать составом «циммерит» (Zimmerit), затрудняющим примагничивание к корпусу магнитных мин. От антимагнитного покрытия отказались осенью 1944 года.

### Вооружение
В качестве основного вооружения танка была выбрана пушка 8,8 cm KwK 36, танковый вариант зенитной пушки FlaK 18/36. Высокая точность стрельбы достигалась благодаря сочетанию настильной траектории (следствие высокой дульной скорости и хорошей баллистики снаряда) и прецизионной оптике прицела Turmzielfernrohr TZF 9b фирмы Leitz. Испытания на кучность боя, проведённые британской армией, показали, что пять последовательных выстрелов на дистанции 1100 м обеспечивают попадания в преграду размерами 410 на 460 мм. Ствол пушки был оснащён двухкамерным дульным тормозом, кроме того по сравнению с зенитным орудием изменилась конструкция рекуператора. На пушке стоял полуавтоматический вертикальный клиновой замок. Рычаг замка располагался на правой стороне казённика. Справа и слева от казённой части смонтированы цилиндры накатника и откатчика. Воспламенение заряда — электрическое (электрозапал). Кнопка электрозапала расположена на штурвальчике механизма вертикального наведения пушки. Предохранительные устройства пушки аналогичны использованным на орудии танка Т-IV (Pz.Kpfw. IV). Баллистические характеристики идентичны зенитным пушкам Flak 18/36/37, имеющим ту же длину ствола L/56.
Для стрельбы применялись унитарные патроны с гильзой 88x570R зенитных пушек 8,8 cm Flak (индекс гильзы 6347St.), у которой ударная капсюльная втулка заменена на электрозапальную. В связи с этим боеприпасы от зениток не могли напрямую использоваться в танковой пушке, и наоборот.
Длина орудия oт среза дульного тормоза до среза казённой части — 5316 мм. Ствол орудия выступал за габариты корпуса в случае установки башни на 12 ч на 2128 мм. Длина ствола 4930 мм (56 калибров), длина нарезной части ствола — 4093 мм. Закрутка нарезов — правая. Всего в стволе 32 нареза шириной 3,6 мм и глубиной 5,04 мм. К казённой части крепился латунный жёлоб, прикрытый брезентом; в жёлоб падала после открытия замка стреляная гильза. Из жёлоба гильза скользила в короб, также сделанный из латуни. В коробе одновременно помещалось не более шести стреляных гильз, поэтому в бою заряжающему часто приходилось отвлекаться на очистку короба от гильз. Сначала заряжающий выбрасывал гильзы наружу через лючок в стенке башни, но начиная с 46-й башни правый лючок заменили аварийным люком. Гильзы приходилось выбрасывать через верхний прямоугольный люк. На жёлобе был закреплён индикатор хода ствола при нормальном откате, нормальная длина отката ствола после выстрела составляла 580 мм. Первоначально орудие балансировалось с помощью работающей на сжатие пружины, закреплённой на орудии и на правой стороне внутренней стенки передней части башни (ниже смотрового отверстия заряжающего). На танках поздних выпусков балансир перенесли в левую часть башни за сиденье командира. Теперь балансир связывал казённик пушки и полик башни. Накатники и откатник крепились к цапфам орудия. На зенитной пушке Flak 18/36 откатник и накатник располагались в вертикальной плоскости, на танковом варианте зенитки — в горизонтальной, накатник слева, откатник — справа.
Спаренный пулемёт MG-34 монтировался справа от пушки. Пулемёт наводился вместе с пушкой, стрельбу из него вёл наводчик нажатием на педаль правой ногой. До 1943 года устанавливались стандартные пулемёты KwMG-34, позже — KwMG-34/40, KwMG-34/S и KwMG-34/4.

### Двигатель и трансмиссия
Все модификации оснащались двенадцатицилиндровыми бензиновыми карбюраторными моторами Maybach. Первые 250 машин — мотором HL210 объёмом 21,3 литра, мощностью 650 л. с. Остальные — мотором HL230 объёмом 23,0 литра, мощностью 700 л. с. Топливо — этилированный бензин OZ 74, октановое число 74. В топливные баки заливалось 530 литров горючего. В маслосистеме использовалось масло марки Motorenöl der Wermacht. Для замены требовалось 32 л масла, но двигатель вмещал 42 л масла. Масляный насос приводится от основного двигателя. В состав маслосистемы входит резервуар ёмкостью 28 л. Мощность от двигателя к коробке передач передаётся валом, состоящим из двух частей. Примерно 5 л. с. отбирается на привод разворота башни. Моторное отделение оборудовано автоматической системой пожаротушения: если температура воздуха в моторном отделении превышает 120 °C, термические датчики автоматически включают огнетушители, установленные в районе топливных насосов и карбюраторов. При срабатывании системы пожаротушения на приборной доске механика-водителя загорается аварийная лампочка. Охлаждение двигателя — водяной радиатор вместимостью 120 литров и четыре вентилятора. Смазка двигателей вентиляторов — 7 литров масла.
Коробка передач — двенадцатиступенчатая (+8;-4), сблокированная с многодисковым главным фрикционом с одной стороны и механизмом поворота с другой стороны. Коробка передач модели Maybach Olvar представляла собой редкий тип так называемой безвальной преселективной КП с полуавтоматическим управлением.
Механизм поворота — по типу двойного дифференциала с двухпоточным подводом мощности и двухскоростным приводом. Обеспечивал 16 устойчивых радиусов поворота вперёд и 8 назад (по 2 на каждой передаче КП), плюс поворот на месте вокруг собственного центра масс (на нейтрали). Управление механизмом поворота — штурвалом. Остановочные тормоза с индивидуальным приводом для каждого борта двумя рычагами по бокам от места водителя использовались для поворота только в случае выхода механизма поворота из строя. Групповой привод остановочных тормозов — педалью тормоза.
Главная передача имела три ступени редукции. Первая ступень состояла из конического шестерёнчатого редуктора для передачи крутящего момента от КП на общий вал привода механизма поворота. Вторая и третья — из совмещённого цилиндрического и планетарного редукторов бортовых главных передач. Общее передаточное отношение — 10,5. Механизм поворота в редукции не участвовал.

### Ходовая часть

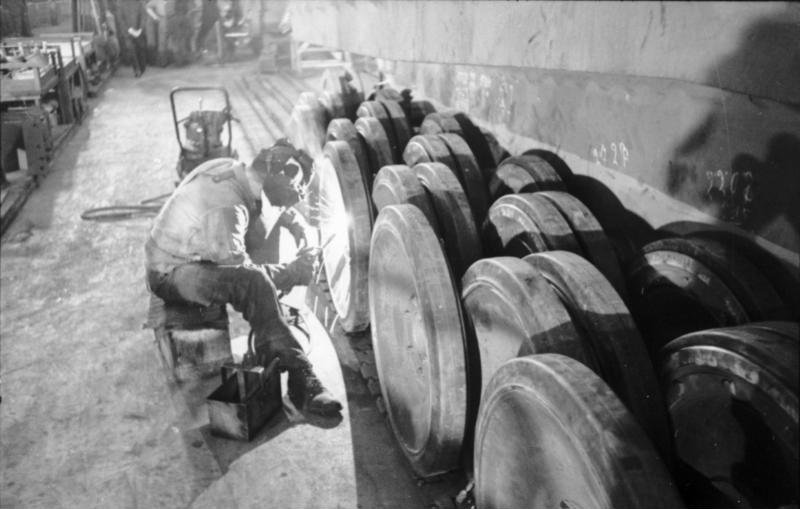
Шахматное расположение опорных катков

Подвеска — индивидуальная торсионная, «шахматное» расположение катков в четыре ряда, восемь на борт, конструкции Г. Книпкампа.
Катки — большого диаметра, без поддерживающих роликов. Ведущее колесо — спереди.
Ленивец диаметром 600 мм связан с механизмом регулирования натяжения гусеницы. Ведущее колесо диаметром 840 мм расположено в передней части корпуса. Опорные катки имеют независимую торсионную подвеску, торсионы расположены поперёк корпуса танка. Опорные катки второго, четвёртого, шестого и восьмого узлов подвески — внутренний ряд. Длина торсиона 1960 мм, диаметр 58 мм. Торсион фиксируется восьмигранным наконечником в стенке противоположного опорному катку борта корпуса. Опорные катки левого борта смещены вперёд относительно опорных катков правого борта. Ведущее колесо раннего типа, опорные катки с резиновыми бандажами. Траки — Kgs-63/725/130. На танке «Тигр» используется два типа гусениц. Транспортные гусеницы набраны из траков K.gs-63/520/l30, 520 — ширина трака в мм, 130 — расстояние между пальцами соседних траков. Боевые гусеницы — из траков Kgs-63/725/130, 725 — ширина трака в мм. Гусеница набрана из 96 траков. Между собой траки соединены пальцами длиной 716 мм и диаметром 28 мм. На поздних модификациях устанавливались катки со внутренней амортизацией, в меньшем количестве.

### Средства наблюдения
Стационарный оптический прицел монтировался слева от орудия. Сначала «Тигры» оснащались бинокулярными прицелами TZF-9b фирмы Цейсс, с апреля 1944 года— монокулярными прицелами TZF-9c. Прицел TZF-9b имел постоянное 2,5-кратное увеличение, поле зрения 23 град. Увеличение прицела TZF-9c менялось в диапазоне от 2,5х до 5х. Шкала прицела градуировалась в диапазоне от 100 м до 4000 м в гектометрах (1 гектометр [гм] = 100 метрам [м]), от 0 до 40 гм для пушки и от нуля до 1200 м для пулемёта. Прицельная марка перемещалась вращением небольшого штурвальчика.

### Средства связи
Рядом с сиденьем стрелка-радиста установлены блоки радиостанции FuG-5. Радиооборудование включает передатчик S.c. 10 мощностью 10 Вт и приёмник Ukw.E.e. Диапазон работы радиостанции — от 27,2 до 33,3 МГц. Радиостанция обеспечивает устойчивую двустороннюю связь в радиусе до 6,4 км в телефонном режиме и до 9,4 км в режиме азбуки Морзе. Радиостанция питается от 12-вольтовой аккумуляторной батареи, смонтированной в коробе размером 312 х 197×176 мм. Короб для аккумулятора установлен на одной раме с приёмником и передатчиком. Радиостанция комплектуется стандартной 2-метровой штыревой антенной StbAt 2m. Антенный ввод расположен в правом заднем углу крыши боевого отделения.
Все члены экипажа имеют ларингофоны и головные телефоны, подключённые к танковому переговорному устройству. В бою внутренняя переговорная система оказалась очень уязвимой, поэтому в некоторых подразделениях экспериментировали с монтажом на танках световой сигнальной системы, которая позволяла командиру передавать механику-водителю простые команды при выходе из строя интеркома.

## Модификации
- Pz.VI Ausf H1(F) (тропический вариант). Дополнительно был оборудован воздушными фильтрами «Feifel» большего объёма.
- Pz.VI Ausf E (с зенитным пулемётом MG 42). Использовался на Западном фронте.
- Panzerbefehlswagen Tiger (Sd.Kfz. 267/268). В 1942 году был разработан командирский вариант тяжёлого танка «Тигр». 48 обычных танков постройки начала 1943 года были переоборудованы на заводе фирмы Хеншель в командирские танки Panzerbefehlswagen Tiger Ausf. Н1 (Sd.Kfz. 267/ 268). Машина Sd.Kfz. 267 предназначалась для использования на уровне штаба полка, она оснащалась радиостанцией FuG-8. Танк Sd.Kfz. 268 предназначался для командира батальона, на нём ставилась радиостанция FuG-7.

## Машины на базе «Тигра I»

### Sturmmörser Tiger
38 cm RW61 auf Sturmmörser Tiger, Sturmpanzer VI, «Штурмтигр» — тяжёлая САУ, вооружённая размещённым в неподвижной бронированной рубке переделанным 380-мм реактивным корабельным противолодочным бомбомётом, не принятым на вооружение кригсмарине. «Штурмтигры» переделывались из повреждённых в боях обычных «Тигров», всего переоборудовано 18 машин.

### Bergepanzer Tiger
«Бергетигр» — бронированная ремонтно-эвакуационная машина, без вооружения, но оснащённая эвакуационным краном. Три танка «Тигр» из 509-го тяжёлого танкового батальона в полевых условиях переоборудовали в 1944 году в эвакуационные машины. В ноябре 1944 года их передали в 501-й танковый батальон. Эти три танка стали единственными Bergepanzer-ами на шасси «Тигра».

Ladungsliger Tiger. Один танк «Тигр» 1943 года постройки после тяжёлых повреждений, полученных в боях под Анцио в Италии, силами техников из 508-го тяжёлого танкового батальона был переоборудован в тяжёлую сапёрную машину. Развёрнутая на 180 градусов башня фиксировалась болтами, орудие демонтировано, проём в лобовой части башни был заделан стальным листом, который крепился к башне шестью большими болтами. В центре листа была проделана амбразура для пулемёта MG-34. На крыше башни монтировалась лебёдка и кран грузоподъёмностью 10 т. Машина применялась для проделывания проходов в минных полях. Она получила наименование Ladungsliger Tiger. В конце апреля или в начале мая 1944 года Ladungsliger Tiger был потерян. Англичане в своё время ошибочно назвали этот уникальный экземпляр «Bergetiger с краном», а затем эта ошибка распространилась по многочисленным изданиям, посвящённым танку «Тигр».

## Фотогалерея

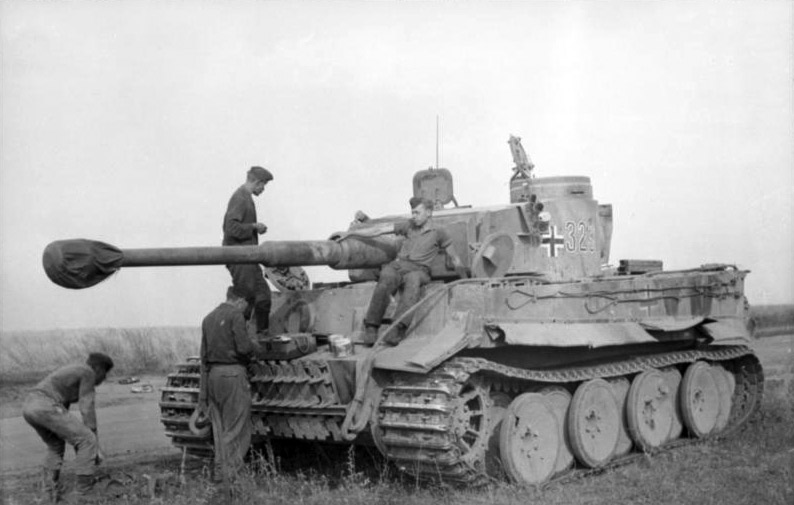
На Восточном фронте, 1943 год
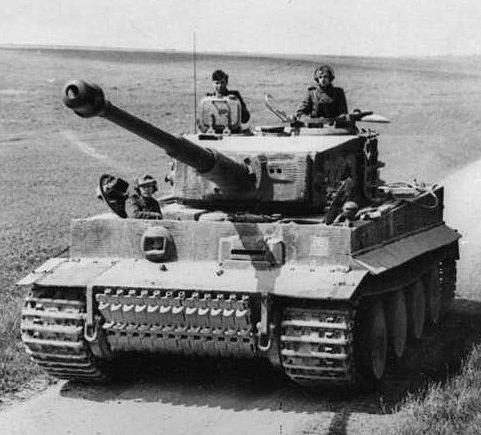
«Тигр» в северной Франции, март 1944
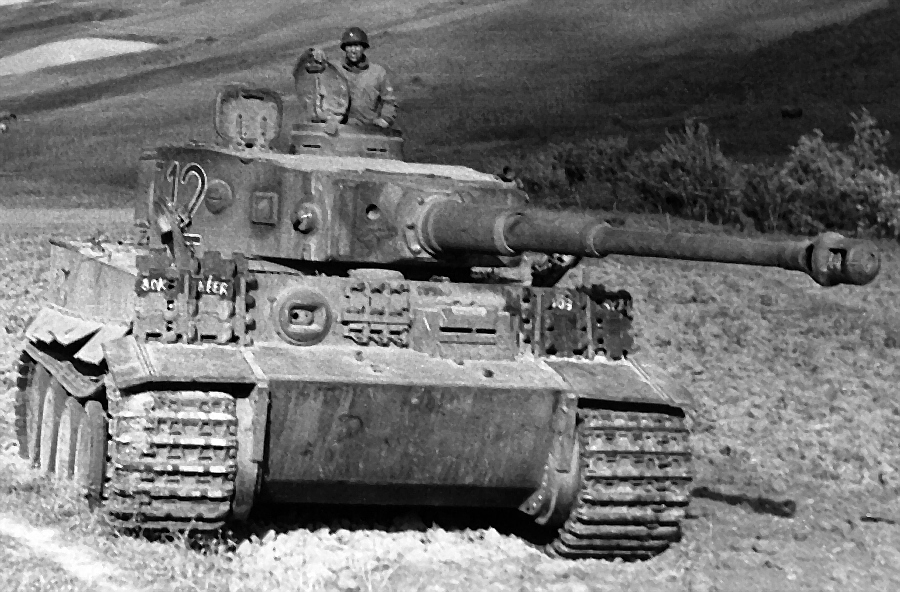
Танк «Тигр» в Тунисе, 1943 год

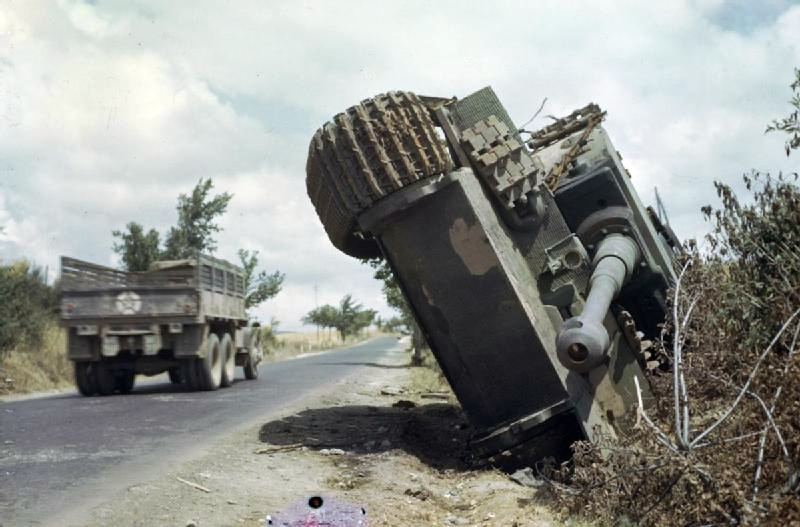
18 июня 1944 года, Италия, к северу от Рима
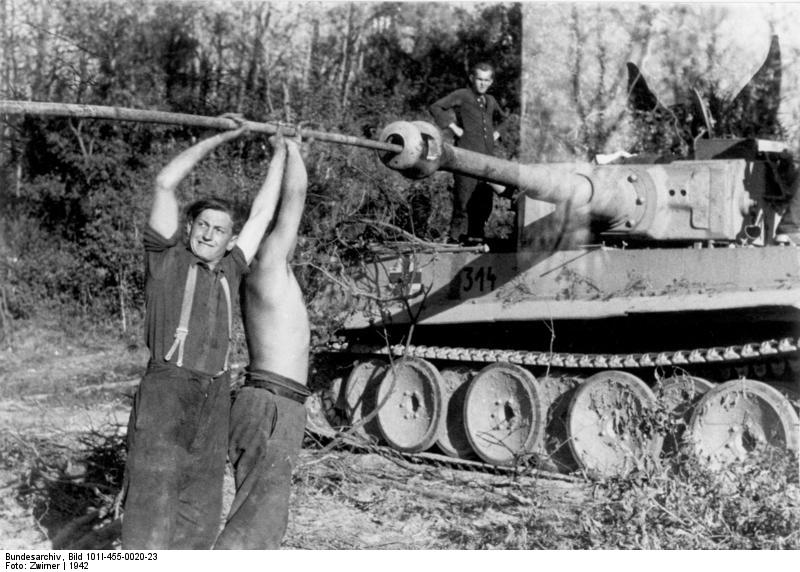
Чистка 88-миллиметрового орудия, 1942 год
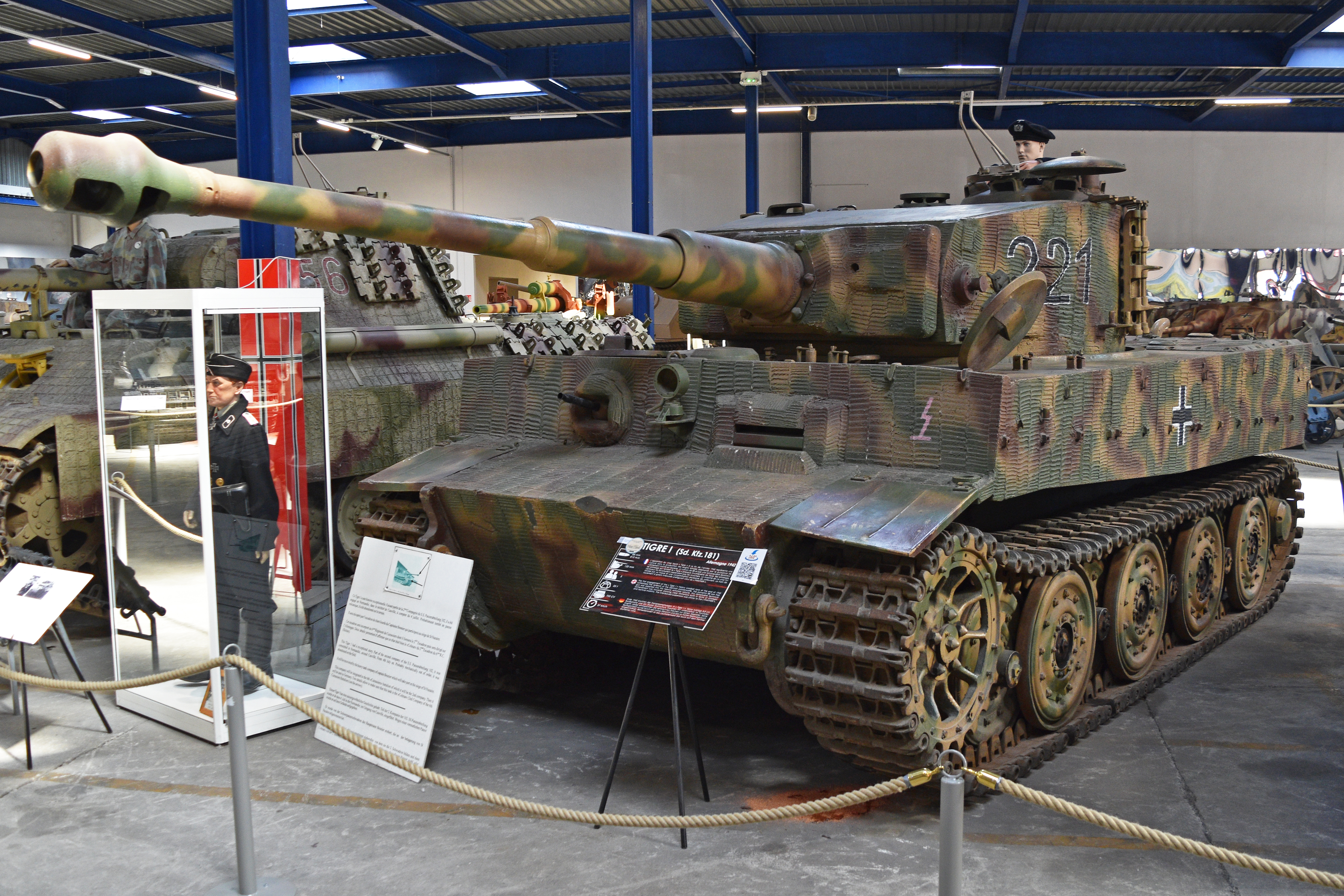
«Тигр» в Музее бронетехники, Сомюр, Франция
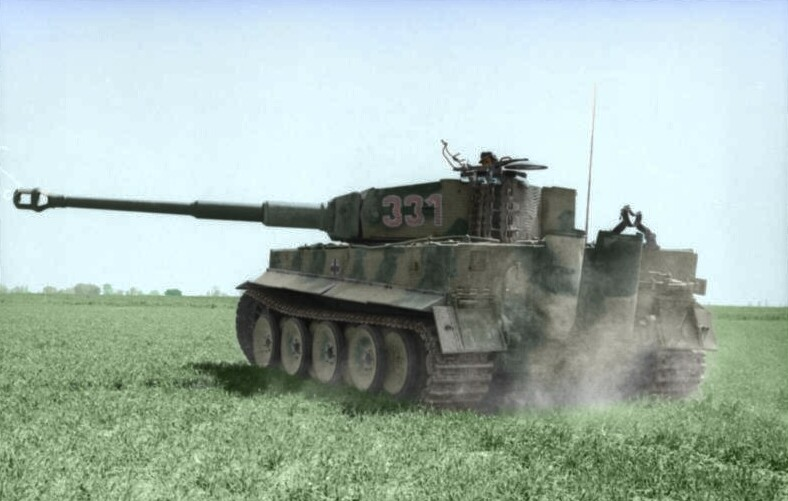
Танк «Тигр» 101-го тяжёлого танкового батальона СС, Франция, март 1944 г.

## Боевое применение

### Тактическая роль
По мнению ряда западных историков, основной задачей танка «Тигр» была борьба с танками противника, и его конструкция соответствовала решению именно этой задачи:

Если в начальный период Второй мировой войны германская военная доктрина имела в основном наступательную направленность, то позднее, когда стратегическая ситуация поменялась на противоположную, танкам стала отводиться роль средства ликвидации прорывов немецкой обороны.
Таким образом, танк «Тигр» задумывался прежде всего как средство борьбы с танками противника, будь то в обороне или наступлении. Учёт этого факта необходим для понимания особенностей конструкции и тактики применения «Тигров».

21 июля 1943 командир 3-го танкового корпуса генерал Герман Брайт издал следующую инструкцию по боевому применению танка «Тигр I»:

…С учётом прочности брони и силы оружия, «Тигр» должен применяться в основном против танков и противотанковых средств противника, и лишь во вторую очередь — как исключение — против пехотных частей.
Как показал опыт боёв, оружие «Тигра» позволяет ему вести бой с танками противника на дистанциях 2000 метров и более, что особенно влияет на моральный дух противника. Прочная броня позволяет «Тигру» идти на сближение с противником без риска серьёзных повреждений от попаданий. Тем не менее, следует пытаться начинать бой с танками противника на дистанциях более 1000 метров.

### Штатная организация
Основной тактической единицей танковых войск вермахта был танковый батальон, который состоял вначале из двух, а затем из трёх рот.
Специально для танков «Тигр» создана новая тактическая единица — тяжёлый танковый батальон (schwere Panzerabteilung — sPzAbt) — отдельная часть, которая могла действовать как самостоятельно, так и придаваться соединениям. В 1942 и в начале 1943 года тяжёлый танковый батальон состоял из четырёх рот, причём только две из них танковые (с весны 1943 года — соответственно пять и три). В ряде случаев вплоть до осени 1943 года батальоны имели смешанный боевой состав. Наряду с тяжёлыми танками «Тигр» на их вооружении состояли средние Pz. III Ausf. L, M и N, причём в 1942 году в тяжёлых батальонах последние составляли большинство. К 1944 году боевой состав новых частей стал более однородным.
Тяжёлый танковый батальон 3-ротного состава, обычно придававшийся корпусному командованию для усиления, имел по штату 45 танков. По штату 1945 года тяжёлый танковый батальон состоял из трёх танковых рот по 14 танков (штат тяжёлой танковой роты «Тигров» — schwere Panzerkompanie «Tiger» (fG) K.St.N.1176 (fG) (1.11.1944)). Ещё три танка было в штабе батальона (штат штаба и штабной роты тяжёлого танкового батальона «Тигров» — Stab und Stabskompanie iner schweren Panzer-Abteilung «Tiger» (freie Gliederung) KStN.1107b (fG) (1.6.1944))). Всего батальон имел 45 «Тигров». В батальоне также были пять ремонтно-эвакуационных машин «Bergepanther», 34 тягача, 171 автомобиль и 11 зенитных танков. Батальон придавался целиком или поротно как средство усиления пехотному, танковому или мотопехотному соединению.
По одной роте «Тигров» также имели в 1943 году элитные дивизии «Великая Германия», 1-я, 2-я, 3-я дивизии СС.
Подготовкой всех экипажей «Тигров» занимался 500-й учебный танковый батальон.

### Первый бой
Рано утром 23 августа 1942 года первые четыре серийных «Тигра» были погружены на железнодорожные платформы и отправлены на фронт. Испытать новейшие танки немцы хотели в штурме Ленинграда. Пока «Тигры» перевозились по железной дороге, ранним утром 27 августа началась Синявинская наступательная операция советских войск под Ленинградом. 29 августа «Тигры» выгрузились из воинского поезда на станции Мга. Только что выгрузившиеся танки хотели бросить против успешного советского наступления. Но уже во время выдвижения на исходные позиции начались поломки. У двух танков вышла из строя коробка передач, у третьего — перегрелся и загорелся двигатель. Эти агрегаты, и так перегруженные большой массой танка, испытывали дополнительную нагрузку из-за движения по мокрой земле.
В кратчайшие сроки в ремонтных мастерских с использованием присланных самолётом с завода-изготовителя деталей танки были отремонтированы и 15 сентября вновь вошли в строй.
22 сентября всё тот же укомплектованный «Тиграми» взвод вместе с танками PzKpfw III принял участие в наступлении 170-й пехотной дивизии на части советской 2-й ударной армии, в той же самой болотистой местности под Ленинградом. В результате этого сражения у одного танка после попадания снаряда заглох двигатель, а три других сумели дойти до передовой противника, получив серьёзные повреждения, и остановились там из-за бездорожья и технических проблем. Из четырёх танков три были эвакуированы, а один был захвачен советскими войсками, но немцы до этого успели заранее снять с танка всё оборудование. 

По другим данным, подбитых «Тигров» на ленинградском направлении 21 сентября 1942 года на дороге Мга — Синявино было шесть, и один из них, как ошибочно считалось, был представлен на открытой танковой площадке Ленино-Снегирёвского военно-исторического музея. На самом деле на этой площадке представлена поздняя версия "Тигра" с новой командирской башенкой и другими катками.
Следующий бой «Тигров» был более удачным для них: по неподтверждённым данным, 12 января 1943 года четыре «Тигра», пришедшие на подмогу 96-й пехотной дивизии вермахта, подбили 12 советских Т-34. Тем не менее, в ходе боёв по прорыву блокады Ленинграда, 16 января советские войска захватили один ранее подбитый артиллерией «Тигр», а 17 января 1943 года — ещё один практически неповреждённый «Тигр». Экипаж покинул его, не уничтожив даже новенький технический паспорт, приборы, оружие. Оба танка были эвакуированы из-под огня и отправлены в Кубинку для исследования.
Полноценный дебют «Тигров» состоялся во время боёв под Харьковом в феврале — марте 1943 года. В частности, на 1 февраля 1943 года моторизованная дивизия «Великая Германия» имела 9 танков «Тигр», составлявших 13-ю роту танкового полка, моторизованные дивизии СС «Адольф Гитлер» — 9, СС «Рейх» — 10, СС «Мёртвая голова» — 9. В результате боёв дивизия СС «Адольф Гитлер» безвозвратно потеряла 1 танк, СС «Рейх» — 2, СС «Мёртвая голова» потерь не имела, хотя некоторое время один её танк числился утонувшим, но уже в мае был возвращён в строй.
По итогам первых боестолкновений советский частей с «Тиграми» в Красной армии начался поиск средств и способов борьбы с новой техникой противника. К маю 1943 года были разработаны первые рекомендации, нашедшие отражение в приказах командиров танковых соединений подведомственным частям:

Секретно экз. № 1
ПРИКАЗ ЧАСТЯМ 5-ГО ТАНКОВОГО КОРПУСА
«8» мая 1943 года № 048
Действующая армия
В целях борьбы с новыми немецкими танками марки «Т-VI» (Тигр) — ПРИКАЗЫВАЮ:
1. До 15.5.43 со всем личным составом изучить тактико-техническую характеристику танка «Т-VI» и его уязвимые места от огня разных видов оружия и бутылок с зажигательной смесью.
2. К 20.5.43 обучить весь личный состав метанию противотанковых гранат, зажигательных бутылок и пользованию дымовыми и ослепляющими шашками.
3. В каждом стрелковом взводе мотострелковых батальонов до 20.5.43 подготовить группу истребителей танков из пяти человек, снабдив их противотанковыми гранатами, бутылками с «КС», дымовыми и ослепляющими шашками, двумя-тремя противотанковыми минами.
4. Сапёрные взводы рот управления бригад обучить подкладыванию (подтягиванию) противотанковых мин под гусеницы танков и готовить их как истребителей танков.
5. Расчёты противотанковых орудий и ружей, а также экипажи танков обучить ведению огня с близких дистанций из засад по уязвимым местам танка «Т-VI».
6. К 16.5.43 от командного состава принять зачёт по знаниям инструкции Генштаба Красной Армии по противотанковой обороне войск.
7. В районах расположения частей предусмотреть в планах обороны подготовку противотанковой обороны на танкоопасных направлениях.
8. О выполнении приказа донести — 20.5.43 года.
КОМАНДИР 5 ТАНКОВОГО КОРПУСА
генерал-майор танк. войск (Сахно)
НАЧАЛЬНИК ШТАБА КОРПУСА

подполковник (Бабицкий)— ЦАМО. Ф. 3404. Оп. 2. Д. 4. Л. 66

### Курская битва
В немецких войсках, принимавших участие в операции «Цитадель», находилось 148 танков «Тигр». «Тигры» использовались для прорыва советской обороны, часто возглавляя группы других танков. Мощное вооружение и бронирование Pz.Kpfw. VI позволяло им эффективно поражать любой образец бронетехники противника, что вело к весьма крупным счетам немецких экипажей, воевавших на «Тиграх» на Курской дуге.

### Африканский театр военных действий
После второго сражения у Эль-Аламейна в октябре — ноябре 1942 танковая армия «Африка» под командованием фельдмаршала Роммеля потерпела поражение и поспешно стала отступать на запад. Гитлер приказал перебросить в Северную Африку 1 роту 501-го танкового батальона. 

1 декабря 1942 года «Тигры» атаковали танки противника у Джедиды, подбив с дистанции 150 метров 2 английских «Генерала Ли». На следующий день «Тигры» уничтожили 4 противотанковых орудия, 6 лёгких танков «Стюарт», 2 американских полугусеничных бронетранспортёра и несколько грузовиков. 

С 18 по 25 января 1943 «Тигры» уничтожили 25 пушек, 9 самоходных пушек и бронетранспортёров, 7 танков, 125 грузовиков, 2 бронеавтомобиля и взяли в плен 235 солдат противника. 

В боях в Тунисе с 20 по 24 апреля «Тигры» уничтожили 75 танков противника. Но немецкие войска в Тунисе капитулировали, и все уцелевшие к этому моменту танки были либо взорваны экипажами, либо попали в руки союзников.

### Итальянский театр военных действий
Приказом от 13 апреля 1943 года в 215-й танковый батальон на Сицилии направили шесть «Тигров». Поэтому в качестве временной меры 2-я рота 504-го батальона, подготовившаяся к отправке в Тунис, осталась на Сицилии. Роту включили в 215-й батальон. Формирование усиленного взвода тяжёлых танков, насчитывающего шесть «Тигров», началось в Падерборне в 500-м запасном танковом батальоне. Всего на Сицилии находилось 17 «Тигров», в том числе девять из 2-й роты 504-го батальона, два «Тигра», направлявшихся для пополнения 501-й роты и шесть «Тигров» взвода тяжёлых танков 215-го батальона. 10 мая 1943 года 2-я рота 504-го батальона с девятью «Тиграми» и шестью Pz III, Pz IV (I/g). 20 мая рота уже с 11 «Тиграми», из которых 10 боеспособны. Кроме того, в 215-м батальоне находилось два боеспособных «Тигра», прибытие ещё трёх «Тигров» ожидалось в ближайшее время. 10 июня 1943 года все 17 боеспособных «Тигров», находящихся на Сицилии, вошли в состав 215-го батальона. 9 июля 1943 года 2-я рота 504-го батальона реорганизована по штату KStN 1176е Ausf. В от 5 марта 1943 года, а три «Тигра» остались в резерве. После реорганизации роту включили в танковую дивизию «Hermann Goering». «Тигры» получили новые тактические номера, соответствующие положению в дивизии. О судьбе 17 «Тигров», находившихся на Сицилии, сообщалось в рапорте командира 215-го танкового батальона, майора Гирга от 28 августа 1943 года, направленного на имя генерал-инспектора танковых войск — 10 сломавшихся «Тигров» взорвали, чтобы они не попали к противнику. Из оставшихся семи «Тигров» три потеряны к 20 июля. Эти также пришлось взорвать. Танкисты, оставшиеся без танков, действовали как пехотинцы, защищая аэродром Гербини, несмотря на возражения командира роты. При отступлении четыре «Тигра» прикрывали отход. Три вышли из строя и их тоже взорвали. Лишь один «Тигр» удалось эвакуировать с острова на материк. По мнению лейтенанта Голдшмидта, большинство «Тигров» можно было бы вернуть в строй при налаженной технической службе. Поскольку дивизия «Hermann Goering» не располагала необходимым для ремонта «Тигров» оборудованием, ремонт повреждённых танков провести не удалось. Кроме того, необходимый для ремонта «Тигров» портальный кран также был взорван.
В июле 1943 года дивизия СС «LSSAH» снята с Восточного фронта. Получив пополнение, в августе 1944 года дивизия прибыла в Италию. Её усилили батальоном тяжёлых танков СС, насчитывавшим 27 «Тигров». После выхода Италии из войны дивизия оставалась на севере Италии до середины октября, когда её снова отправили на Восточный фронт. Ни один из 27 «Тигров» не потерян в Италии. Несмотря на гористую местность, «Тигры» удавалось поддерживать в боеспособном состоянии. Незадолго до потери Сицилии, восемь «Тигров» объединили в отдельный отряд Tigergruppe Meyer из двух взводов по четыре танка. С августа по ноябрь 1943 года отряд входил в 46-й батальон истребителей танков. 4 февраля 1944 года отряд получил название Tigergruppe Schwebbach — и вошёл в 76-й танковый корпус. В это время корпус вёл бои у Анцио, где союзники захватили плацдарм, но развить успех не смогли. ОКХ организовало танковый отряд из 508-го батальона тяжёлых танков (45 «Тигров»), 1-го батальона 4-го танкового полка (76 «Пантер»), 1-й роты 653-го батальона истребителей танков (11 «Фердинандов»), 216-го танкового батальона (57 штурмовых орудий), и 301-го танкового батальона (30 управляемых танков). Задача отряда сбросить противника в море. 508-й батальон выгрузился в 200 км от плацдарма. Около 60 % танков вышло из строя во время марша по извилистым и крутым горным дорогам. Вместо 45 «Тигров» 23-24 февраля на передовую прибыло всего восемь. Постепенно численность батальона довели до 30 машин, но танки не смогли заметно потеснить противника. 11 марта в 508-й батальон влили уцелевшие танки и экипажи группы «Schwebbach».
Предприняв несколько неудачных атак, танки отошли к Риму. Союзники овладели Монте-Кассино и 22 мая 1944 года начали генеральное наступление. 3-я рота 508-го батальона участвовала в оборонительных боях. Рота потеряла почти все танки в районе Чистернии с 23 по 25 мая 1944 года.
3-я рота с 14 «Тиграми» прибыла из Франции. К концу февраля 1944 года два сгорели, один из-за небрежности экипажа, а второй подбит. В мае 1944 года 3-я рота получила четыре «Тигра» новой модификации. Таким образом к 23 мая рота с 16 танками вместо положенных по штату 14. К 24 мая 1944 года 4 повреждено, а 11 вышло из строя(!). Эвакуация была невозможна, поэтому командир 3-й роты приказал взорвать девять «Тигров»..
508-й батальон тяжёлых танков потерял 40 "Тигров" в мае-июне 1944 года. Двадцать семь «Тигров» было доставлено из резерва в период с 27 мая по 4 июня 1944 года. Кроме того, 504-й батальон, который было отправили на Восточный фронт, в начале июня 1944 года перенаправили в Италию.
Переформированный 504-й батальон получил 45 «Тигров» в марте 1944 года. После трёх месяцев подготовки, 1 июня 1944 года, было решено отправить батальон на Восточный фронт. Однако в конце мая 1944 года ситуация в Италии резко ухудшилась и 3 июня Гудериан предложил направить батальон не на восток, а на юг. Спустя три дня союзники высадились в Нормандии. Ведя тяжёлые бои в Италии, 504-й батальон потерял половину танков ещё до конца июня 1944 года. В июле 1944 года батальон получил пополнение — 12 «Тигров». 504-й и 508-й батальоны продолжали действовать в Италии, разделившись на небольшие отряды. Отряды устраивали засады и иногда проводили небольшие контратаки. В феврале 1945 года 508-й батальон сняли с фронта и отправили в тыл для перехода на танки «Королевский Тигр». Оставшиеся 15 «Тигров» батальона передали 504-му батальону, который оставался в Италии до конца войны.

### Восточный фронт, 1944—1945
В первой половине января 1944 года 501-й тяжёлый танковый батальон вёл позиционные бои у Витебска, затем был переброшен в район Орши. С 13 января 1944 года «чёрная полоса» в истории этой части — в этот день советскими войсками было подбито 9 «тигров». Благодаря тому, что часть из них вернули в строй, на 1 марта боеспособны были 17 машин, а к апрелю — 27 машин. Последняя победа в Белоруссии — участие «тигров» в операции «Hubertus», в которой немцы окружили и почти уничтожили группировку советских войск. После этого 501-й батальон вновь вывели из боёв, а его 29 танков передали 509-му батальону.
Катастрофой обернулось для немцев советское контрнаступление в операции «Багратион». Начиная с 23 июня «Тигры» пытались держать оборону в районе Орши, но обстановка быстро стала критической, и 501-й батальон начал отступление сначала к реке Друть, потом к Березине и 2 июля остатки части прибывают в Минск. Здесь часть машин ставят на ремонт и проводят пополнение, но уже 3 июля передовые советские части врываются в белорусскую столицу. В бою в окрестностях Минска 1 танк был выведен из строя и потеряно ещё два «тигра», которые записали как «пропавшие без вести». Последний бой на танках Tiger Ausf. H1 батальон провёл 7 июля под Молодечно, потеряв последние машины.
Несмотря на то, что командование 505-го батальона постоянно докладывало об успехах, положение ухудшалось. Например, 27 июня, после боя на реке Бобр заявлено о 16 уничтоженных советских танках, 28 июня под Крупками «Тигры» выбили ещё 34 танка, отделавшись только 6 повреждёнными машинами, а 29 июня на счёт батальона записали ещё 21 советский танк. При таком раскладе непонятно, за счёт чего советские войска продолжали наступление, поскольку уже 2 июля батальон занял позиции под Молодечно, откатившись за трое суток более чем на 100 км! В общем, 28 июля — 9 августа 1944 года заявлено об уничтожении 128 танков, но к этому времени в 505-м батальоне осталось всего два «тигра». Уцелевшие танки с личным составом отправились в Ордруф, где батальон переформирован, получив новые Tiger II.
29-30 января 1944 года 506-й батальон получил пополнение — 12 «Тигров». Пока обновлялась и ремонтировалась матчасть, советские войска зажали немцев в Корсуньском котле и 4 февраля батальон был брошен на прорыв к Черкассам, спустя четыре дня получив ещё 5 новых «тигров». К 17 февраля танковые атаки принесли частичный успех, но потери оказались настолько высоки, что уже 1 марта уцелевшие танки переданы в 503-й батальон, а личный состав отправился на переформирование во Львов. Получив в апреле 1944 года очередные 45 «тигров», 506-й батальон включён в 100-ю дивизию истребителей танков (100. Jager Division) и продолжил бои на Северо-Западной Украине. На этот раз боевой путь закончился, едва успев начаться — если на 31 мая батальон с 41 танком (39 боеспособны), то после советского наступления летом 1944 года к 28 июля их осталось всего 6. Фактически утративший боеспособность 506-й батальон сдал оставшиеся танки 507-му батальону и убыл на переформирование в Ордруф, пройдя переоснащение на танки Tiger II.
В начале января 1944 года из Германии прибыло пополнение, и за счёт танков, вернувшихся из ремонта, количественный состав 509-го батальона вырос до 29 «тигров». Весь февраль немцы пробовали атаковать советские войска на участках под Шепетовкой и Саславцем, но без особого успеха. Затем, в течение весны 1944 года, достигнут ряд локальных успехов, но потери настолько высоки, что батальон поддерживал существование только за счёт поставок танков из тыла и в июне 1944 года в него передали 9 «тигров» из 501-го батальона. После неудачного июльского наступления началось отступление в Польшу — «Тигры» 509-го батальона были привлечены к обороне под Кельце, после чего отходили на Сандомир. Несмотря на то, что к концу августа батальон получил 12 танков, на 1 сентября в нём осталось только 30 танков, из которых боеспособны только 13. Из-за высоких потерь 9 сентября 1944 года остатки 509-го батальона отправлены в Зеннелагер, где уцелевшая техника сдана, а экипажи получили танки Tiger II.
Наверное, самый короткий боевой путь у 510-го тяжёлого танкового батальона (510 schwere Panzer Abteilung), формировать который начали 6 июня 1944 года. Личный состав набирали из ремонтной роты 504-го батальона, учебной танковой школы командиров рот и 500-го запасного танкового батальона. Таким образом, не все экипажи имели боевой опыт, что сказалось на успехах батальона. Получив до 7 июля 1944 года 45 «Тигров» 510-й батальон отправился на Восточный фронт. Неприятности начались сразу после выгрузки в Каунасе 26 июля — один танк застрял и его взорвали. В тот же день ещё один танк подорвался на противотанковой мине. Батальон сохранял боеспособность и в июле-августе его «Тигры» применялись в боях в Литве. За время августовских боёв 510-й батальон записал в официальные безвозвратные потери всего 10 танков, потери противника оценивались как минимум в 2 раза выше. Под ударами советских войск немецкая группировка отступала на запад, но особо ожесточённы были октябрьские бои. Так, 9-10 октября батальон провёл несколько схваток под н.п. Пикелиаи и Лиекни, потеряв около десяти танков и заявив о уничтожении множества противотанковых орудий. С 16 октября началось сражение за остатки латвийской территории, из-за невозможности доставлять подкрепления состав батальона сокращался, пока 19 марта 1945 года не был получен приказ эвакуироваться в Германию. К этому моменту боеспособными оставались 13 танков, которые не удалось погрузить на транспортные суда — фактически их оставили для сдерживания советских войск и прикрытия эвакуации. 2 транспорта доставили в Свинемюнде оставшийся личный состав и часть материальной базы батальона. Новой техники для них не нашлось, поэтому 1 мая из танковой школы в Путлосе изъяли два учебных танка. На них экипажи вступили в перестрелку с передовыми частями британских войск, но 8 мая сдались в плен.
101-й тяжёлый танковый батальон СС к 1 января 1944 года имел 2 боеспособных «тигра». В течение января остатки дивизии «Leibstandarte SS Adolf Hitler» и 48-го танкового корпуса отступали от Житомира на запад, периодически переходя к контратакам. Но к концу месяца, после очередного «успешного контрудара», рота тяжёлых танков почти перестала существовать, а взамен «Тигров» оставшимся «безлошадным» экипажам выдали «Пантеры» и «четвёрки». Последняя попытка наступления предпринята 24 января и закончилась тем, что немецкие войска попали в «Черкасский котёл». Утром 17 февраля был нанесён деблокирующий удар с участием немногочисленных «Тигров», в результате удалось временно прорвать советскую оборону и позволить выйти 34.000 солдат и офицеров, но практически без техники.
103-й тяжёлый танковый батальон СС в боевых действиях на «тиграх» принять участие не успел. Смысл существования этой части заключался в подготовке танковых экипажей, танкисты часто отправлялись на фронт вместе с освоенной техникой. Например, более 20 «тигров» вместе с танкистами отправились в 102-й батальон.

### Западный фронт, 1944—1945 года
13 июня 1944 года ярко проявилось как мастерство танкового аса Михаэля Виттмана, так и техническое превосходство танка «Тигр» над машинами союзников. Действуя из засады, он в течение 15 минут на «Тигре» № 222 (в который он пересел в последнюю минуту из-за поломки двигателя в своём «Тигре» № 205) уничтожил 11 танков, 1 или 2 противотанковых орудия и до 13 бронетранспортёров, тем самым, действуя совместно с ещё несколькими «Тиграми», нанёс серьёзный урон передовым частям британской 7-й бронетанковой дивизии (так называемых «пустынных крыс»), однако во время боя и сам танк Виттмана, наравне ещё с четырьмя «Тиграми», был подбит и брошен экипажем.
При проведении Арденнской операции 1945 года немецкое командование делало основную ставку на свою тяжёлую бронетехнику — танки «Тигр» и «Тигр II».
В конце войны большинство «Тигров» были уничтожены своими экипажами, вследствие действий авиации союзников, разрушавшей мосты на путях отступления Вермахта.

### Трофейные танки в Красной армии
Первым «Тигром» в Красной армии был танк 507-го батальона, застрявший в воронке и покинутый экипажем 27 декабря 1943 года в бою у деревни Синявки. Полностью исправная машина стала трофеем 28-й отдельной гвардейской танковой бригады 39-й армии Белорусского фронта. На тот момент бригада имела в строю всего 13 бронеединиц: 7 Т-34, 5 Т-70 и одну СУ-122. По другим данным, на 31.12.43 в бригаде также числились: 1 КВ-1 и 1 «Артштурм», причём, судя по записи в журнале боевых действий бригады, где отмечалась потребность в 88-мм снарядах, под «Артштурмом» подразумевалась немецкая САУ Насхорн на базе Pz.Kpfw. IV.

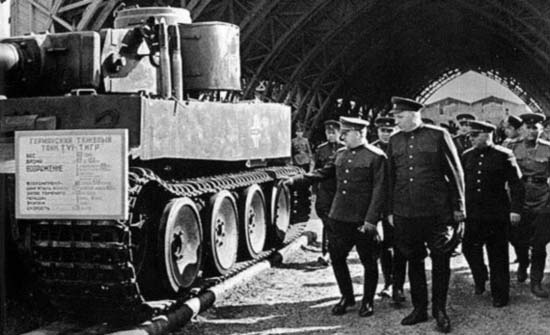
Маршалы Советского Союза Г. К. Жуков и К. Е. Ворошилов осматривают трофейный танк «Тигр», 1943 год.

Экипаж в составе пяти человек (командир танка — гв. лейтенант Ревякин, механик-водитель — гв. старшина Килевник, наводчик — гв. старшина Илашевский, башнёр — гв. старшина Кодиков, стрелок-радист — гв. сержант Акулов) освоил новую технику за двое суток. Боевое крещение советский «Тигр» с красными звёздами на броне получил 5-7 января 1944 года, когда совместно с одним Т-34 и одним Т-70 с собственным именем «Сокол» захватил и в течение двух суток удерживал те самые Синявки. После чего ему понадобился ремонт и эвакуация: «Трофейный танк Т-6 „Тигр“ нуждается в среднем ремонте. Вопрос о его восстановлении осложняется отсутствием запасных частей. Эвакуация его требует армейских средств».
Во время операции «Багратион» в составе 28-й гв. тбр числилось уже два «Тигра» (на 27 июля 1944 года в её списках значились: 32 Т-34, 13 Т-70, 4 СУ-122, 4 СУ-76 и 2 Pz.Kpfw. VI). Однако к октябрю 1944 года состав бригады стал гораздо более однородным: Т-34 — 85, Pz.Kpfw. VI «Тигр» — 1. Откуда взялся ещё один «Тигр» и куда потом подевался — неизвестно.
Также сумели захватить «Тигр» и в 48-й армии 1-го Белорусского фронта. На 25 августа 1944 года в армии действовали 5 СУ-76, 4 ИСУ-122 и один Pz.Kpfw. VI в составе 713-го самоходно-артиллерийского полка (согласно докладу члена Военного совета армии генерал-майора Истомина эти десять машин составляли весь имеющийся в наличии танковый парк). По состоянию на 1 октября 1944 года «Тигр» всё ещё числился за этой армией, хотя и требовал среднего ремонта.
Кроме того, 21 августа 1944 года силами роты технического обеспечения 5-й отдельной гвардейской танковой бригады 4-го Украинского фронта были отремонтированы два StuG 40 и один «Тигр». Тяжёлый танк и две САУ, также именуемые в документах «Артштурмами», были зачислены в специально созданную роту трофейных танков. Однако, когда бригада в составе 23 Т-34, 47 Т-70, 4 БА-64, 3 БТР «Скаут», двух тягачей на базе Т-34 и вышеупомянутой «трофейной роты» 7-8 сентября выдвинулась маршем от Конюхив в сторону фронта, в местечке Дольны из-за технических неисправностей пришлось оставить один «Артштурм» и «Тигра». «Артштурм» впоследствии удалось отремонтировать.

### Танкисты-асы, воевавшие на «Тиграх»
- Курт Книспель
- Михаэль Виттман
- Отто Кариус

## Оценка проекта
Тяжёлый танк Pz.Kpfw. VI Ausf. H «Тигр I», был третьим тяжёлым танком после французского Char B1 и советского КВ, продолжив линию развития на рост брони и огневой мощности без утраты подвижности (что характерно для не пошедших в серию ещё более массивных танков). В 1942—1943 годах он являлся по совокупности своих боевых качеств сильнейшим танком мира. К достоинствам машины следует отнести мощное вооружение (поражение до 1944 года всех САУ и танков в лоб со значительных дистанций) и бронирование, продуманную эргономику, качественные приборы наблюдения и связи. После устранения «детских болезней» к лету 1943 года надёжность «Тигра I» нареканий в целом не вызывала, танк имел хорошую репутацию у своих экипажей. Это было в значительной мере следствием существенных наработок конструкторов фирмы «Хеншель» по опытным машинам. С технической точки зрения танк являлся типичным представителем немецкой школы танкостроения с рядом оригинальных решений, применённых в его конструкции (например, нестандартное соотношение длины и ширины бронекорпуса). С другой стороны (и как обратная сторона его достоинств), «Тигр I» обладал и недостатками, к которым относились: высокая сложность и стоимость производства, низкая ремонтопригодность ходовой части машины. Танк трудно было транспортировать и ремонтировать, он был очень труден в ремонте из-за нехватки запасных частей, а также у него имелось много дефектов в коробке передач. При транспортировке по железной дороге возникал целый ряд сложностей, а большой вес этих танков вызывал поломки обычно используемых буксирных средств и вызывал обоснованные опасения повреждения мостов, по которым двигались вагоны. В докладе инспекторы 502-го батальона тяжёлых танков от 29 января 1943 года информировали вышестоящее руководство: «В результате постоянных перемещений с места на место не только чрезмерно интенсивно эксплуатируется ходовая часть и моторы, но и не хватает времени на техническое обслуживание, что наносит существенный ущерб, поскольку Тигры оказываются неисправными именно тогда, когда они необходимы». В итоге, предпочтение в плане объёмов производства было отдано по различным соображениям танку «Пантера».

### Огневая мощь
Основное вооружение «Тигра I», 88-мм пушка KwK 36 L/56, вплоть до появления на поле боя советского ИС-1 обеспечивала поражении любого бронеобъекта стран антигитлеровской коалиции на дистанциях до 2 км и всех ракурсах обстрела, и только появление ИС-2 нарушило эту тенденцию. 75-мм броня советских танков КВ-1 при определённых условиях (на предельных дальностях обстрела) могла выстоять против 88-мм снаряда, но, учитывая слабость вооружения КВ-1 против брони «Тигра I», это в ситуации открытого боя на дальней дистанции в целом не давало первому сколь-нибудь заметного шанса на выживание — «Тигр I» был способен поразить КВ вторым, а если надо — то и последующими попаданиями. Лишь танки серии ИС (ИС-1 и ИС-2) имели бронирование, позволяющее выдержать обстрел из KwK 36 с лобовых ракурсов и средних дистанций. Верхняя лобовая деталь танка ИС-2 с улучшенной бронезащитой корпуса обр. 1944 года не пробивалась из 88-мм пушки «Тигра I» даже при стрельбе в упор (данные для бронебойных калиберных снарядов).
Из английских танков противостоять огню KwK 36 на лобовых углах мог только тяжёлый танк Черчилль поздних модификаций (при этом его вооружение было совершенно недостаточным для эффективного поражения «Тигра I», да и броня не гарантировала 100 % защиту); в армии США ими были малочисленные M4A3E2 «Шерман Джамбо» и M26 «Першинг». Таким образом, вооружение «Тигра I» позволяло ему доминировать на поле боя в 1943 году и раннем периоде 1944 года, а после появления ИС-2 было на практике далеко неплохим по эффективности и против него.
Однако при этом следует учитывать то обстоятельство, что противником тяжёлого танка чаще выступали противотанковая артиллерия, пехота и различные укрепления, а также численное превосходство по всем видам боевой техники, нежели тяжёлые танки противника, поэтому прямое сравнение данных машин часто мало что говорит об их эффективности в плане решения основной задачи.

### Защищённость

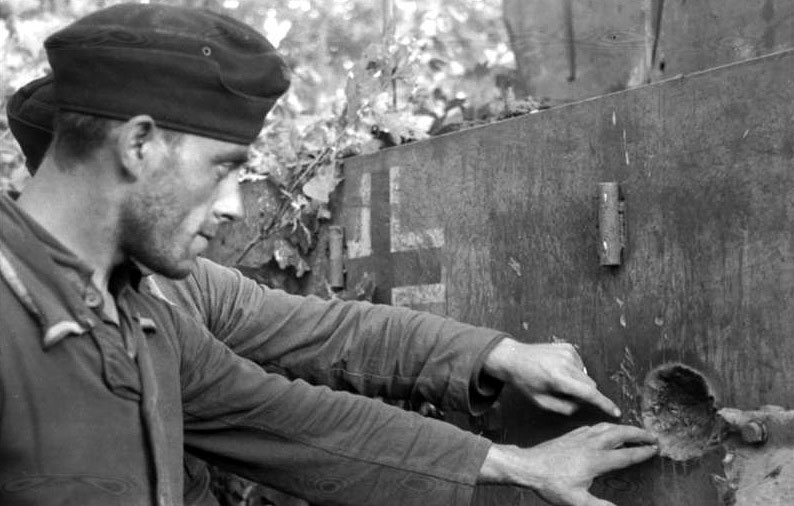
Двое германских военнослужащих осматривают выбоину от попадания снаряда в бортовую броню корпуса «Тигра»

В соответствии с назначением в качестве тяжёлого танка прорыва «Тигр I» имел мощное бронирование со всех сторон. Советские 45-мм, английские 40-мм и американские 37-мм бронебойные снаряды не пробивали его даже на предельно близких дистанциях боя. Атака «Тигров» сулила большие потери находящимся на передовой войскам и ряд труднорешаемых задач по самостоятельному поражению «Тигра». Немногим лучшим было положение дел с 76-мм танковой и дивизионной артиллерией СССР — 76-мм бронебойные снаряды обеспечивали пробитие только бортовой брони «Тигра I» с дистанций до 300 м при вероятности пробития не больше 30 %. Поэтому именно бронирование «Тигра I» обеспечивало последнему доминирование над танками на поле боя на протяжении 1943 года. Для борьбы с ними американское командование использовало 90-мм зенитные пушки M2 и расчёты ручных противотанковых гранатомётов «Базука», а советское — 85-мм зенитные пушки 52-К и артиллерию РВГК (122-мм пушек А-19 и 152-мм гаубиц-пушек МЛ-20 последних только в 1942 году было изготовлено 1809 шт.). Однако все эти средства (кроме американских бронебойщиков с «Базуками») были маломобильными, дорогостоящими, трудновосполняемыми и высокоуязвимыми для огня «Тигра I». Впрочем, это не отменяло уязвимости ходовой части по отношению практически ко всем противотанковым средствам, не говоря уже об уязвимости по отношению к минам. В 1944 году начал появляться и Т-34-85, шансы которого против «Тигра I» нельзя назвать равными в среднем (пробитие лобовой брони возможно только на дистанции 800—1000 метров и только на дистанции около 500 метров самые толстые места лба башни. Не следует полностью сбрасывать со счетов КВ-1, а также и САУ, если говорить о подвижных противниках, хотя преимущество, которое «Тигр I» имел на этот период над всеми ними, было весьма велико. КВ-85 и ИС-1, имевшие 85-мм пушку, представляли опасность для бронирования «Тигра I», появились осенью 1943 года (КВ-85) и в начале 1944 года (ИС-1), но в сопоставимых с ним количествах.
Один из недостатков «Тигра I» было отсутствие рационального угла наклона бронеплит, но конструктивные и компоновочные решения машины просто не позволяли это реализовать. Кроме того, по состоянию на 1942—1943 гг. это было и не нужно, бронезащита весьма хорошо работала против подавляющего большинства противотанковых средств противника, а эргономика «Тигра I» только выиграла от отсутствия наклона брони.
Такое положение дел вызвало усиление танковой и противотанковой артиллерии стран антигитлеровской коалиции. В 1943 и 1944 годах велась активная проработка новых пушек и снарядов. В результате ближе ко второй половине 1944 года на поле боя появились английские 17-фунтовые пушки в буксируемом варианте и на танках «Шерман Файрфлай», уже массово производились танк Т-34-85 (полностью заменил в производстве Т-34-76) и самоходно-артиллерийская установка СУ-85 с 85-мм пушками, «Шерманы» с длинноствольной 76-мм пушкой, а кроме того, стали появляться СУ-100 со 100-мм пушкой и ИС-2 со 122-мм пушкой. Высокой бронепробиваемостью обладала английская 17-фунтовка, не имевшая особых проблем по поражению лобовой брони «Тигра I», советские 85-мм и американские длинноствольные 76-мм пушки были слабее, но позволяли пробить лоб «Тигра I» на расстоянии до 1 км. Пехотные и специализированные противотанковые средства армий СССР, США и Великобритании также обновились. На вооружение Красной армии была принята вновь 57-мм противотанковая пушка ЗИС-2, уверенно поражавшая лобовую броню «Тигра I» на расстоянии до 500 м. В полковую 76-мм (позже и в дивизионную) советскую артиллерию начали поставляться кумулятивные снаряды, способные пробивать бортовую броню «Тигра I». В качестве личного оружия против тяжёлых танков противника бойцы стрелковых частей получили новые кумулятивные гранаты РПГ-43 и позже РПГ-6. Американские и английские 57-мм противотанковые пушки повысили свою бронепробиваемость путём введения подкалиберных снарядов (в том числе и с отделяющимся поддоном), британские пехотинцы также получили свой вариант ручного противотанкового гранатомёта — PIAT. В результате борьба с «Тигр I» без привлечения тяжёлых средств (90-мм, 122-мм, 152-мм орудий) стала менее сложной. К концу войны насыщение армий стран антигитлеровской коалиции САУ с тяжёлыми орудиями СУ-100, ИСУ-122, ИС-2 и ИСУ-152 (машины СУ-152 и СУ-85 были также достаточно эффективны, но в оборонительных боях, к тому же резко превосходя «Тигров» в количестве), а с открытия второго фронта также M36 «Джексон» и Archer, позволило эффективно бороться со всеми немецкими тяжёлыми танками, в том числе и с «Тигр I». В итоге танк изначально имел низкие перспективы с поправкой на соотношение количества танков и противотанковых средств (как артиллерии так и САУ) в любой момент времени каждый из немногочисленных «Тигр I» мог при попытке прорвать фронт встретить пушки и самоходную защищённую бронёй технику, способную поразить его как в лоб с минимальных дистанций, так и в борт со средних и дальних дистанций, даже если эти орудия выпускались ещё до войны, количеством многократно превосходя «Тигр I» и сопровождавших его. Тем не менее, именно танки сделали Вторую мировую манёвренной наступательной войной в отличие от позиционной на истощение Первой мировой.

### Подвижность
Подвижность «Тигра» вполне может быть расценена как крайне неоднозначная. «Классическая немецкая компоновка» (с передним размещением трансмиссии и задним размещением двигателя), недлинный широкий корпус и ходовая часть с шахматным расположением катков привели к целому ряду последствий, как положительных, так и отрицательных. К положительным сторонам (вместе с конструкцией трансмиссии) относились лёгкое управление очень тяжёлой машиной, возможность быстрого разворота танка на месте. Торсионная подвеска с «шахматным» расположением опорных катков обеспечивала достаточную плавность движения и высокую по меркам того времени точность при стрельбе с хода. Однако за эти несомненные плюсы пришлось расплачиваться в другой области: нестандартное отношение габаритов корпуса и немецкий «классический» вариант компоновки привели как к большой высоте всего танка в целом, так и к бо́льшей массе за счёт возрастания удельной доли тяжёлой лобовой брони по сравнению с машинами иных компоновочных схем. Большая масса существенно ограничивала область применения «Тигра», так как вне дорог трансмиссия машины оказывалась перегруженной и достаточно быстро выходила из строя. Хотя надёжность форсированного двигателя «Майбах» HL 230 считалась удовлетворительной, в тяжёлых условиях эксплуатации она (как и мощность в 700 л. с.) уже не была достаточной. Несмотря на широкие гусеницы, удельное давление на грунт у «Тигра» было высоким, что ещё более затрудняло эксплуатацию машины на грунтах со слабой несущей способностью.
Тигр получился настолько широким, что вышел за ограничения железнодорожных габаритов и его конструкторы были вынуждены предусмотреть переход на так называемые транспортные гусеницы. Ограничение для грузов, перевозимых на платформах, нужно из-за необходимости обеспечить безопасность движения, чтобы выступающий за габариты платформы груз не зацепился за различные столбы, станционные постройки, встречные поезда, стены узких туннелей и т. д. Для обеспечения безопасности движения в нормальных условиях перевозки Тигры «переобували» в транспортные гусеницы, боевые гусеницы перевозили на той же платформе, под днищем танка. Но когда этого требовала обстановка и позволял имеющийся участок пути, Тигры перевозили не переобувая, как свидетельствуют фотографии времён войны.
Дополнительные сложности ремонтникам и экипажам доставляла «шахматная» конструкция ходовой части в условиях зимы и бездорожья: набивавшаяся между катками грязь иной раз за ночь замерзала так, что обездвиживала всю машину. Этот нюанс в эксплуатации «Тигра» был быстро замечен и использован советскими танкистами, которые в зимнее время старались начать свои атаки ранним утром.
Замена повреждённых подрывом на минах или артиллерийским огнём катков из внутренних рядов была утомительной и долгой процедурой. Также для демонтажа или замены повреждённой трансмиссии приходилось снимать башню. В этом плане «Тигр» заметно проигрывал советским ИС-2, которые после устранения «детских болезней» в ходе операций конца 1944 — начала 1945 годов совершали марши длиной свыше 1000 км, безотказно отрабатывая гарантийный срок. Известно, что заметное число «Тигров» оказались брошенными в ходе боевых действий на всех европейских театрах военных действий, когда обстановка вынуждала немцев бросать «Тигры» по ходу долгих и изматывающих маршей.

### Защита экипажа
Высокая степень броневой защиты танка «Тигр I» обеспечивала высокие шансы экипажа на выживание в бою, даже в случае выхода танка из строя. Экипажи подбитых танков, как правило, возвращались в строй, что способствовало сохранению кадров опытных танкистов. Шахматное расположение катков обеспечивало дополнительную защиту нижней части корпуса танка.
Сравнение с аналогами
Сам танк «Тигр» сравнивать с аналогами довольно сложно, так как «Тигр» представляет собой танк качественного усиления обычных частей. В этой же весовой категории ИС-2 — танк прорыва, а M26 «Першинг» — скорее попытка создать «единый танк».
Среди зарубежных тяжёлых танков прорыва «Тигру I» соответствуют только советские танки семейств КВ и ИС, несмотря на несколько меньшую массу (45-47 т против 55 т у «Тигра I»). Американский средний (в годы войны классифицируемый как тяжёлый) танк M26 «Першинг» был ещё более лёгким и по тактическому применению скорее сравним с «Пантерой», нежели с «Тигром I». М26, который появился на 2 года позже Тигра, превосходил немецкий танк по лобовой броне, бронепробиваемости и скорости. «Тигр I» по всем параметрам (вооружение, бронирование при лучшей или равноценной подвижности) превосходил советские танки КВ-1 и КВ-1с, сделав их в одно мгновение устаревшими. Переходные советские тяжёлые танки типов КВ-85 и ИС-1 также значительно проигрывали «Тигру I», хотя их 85-мм пушка уже позволяла поражать «Тигр I» в лобовую проекцию на дистанциях до 1 км. Бронезащита ИС-1 по своей толщине уже превзошла аналогичные показатели «Тигра I», но литая ступенчатая верхняя лобовая деталь пробивалась 88-мм снарядами пушки KwK 36 с расстояния порядка 1,2-1,5 км, что опять ставило советский танк в невыгодное положение. В конце 1943 года на вооружение Красной армии был принят тяжёлый танк ИС-2, который стал равноценным аналогом «Тигра I» в советских вооружённых силах. Большая огневая мощь 122-мм пушки Д-25Т позволила бороться с «Тигром» на реальных дистанциях боя. Бронезащита изначально осталась той же, что и у ИС-1. Во второй половине 1944 года после введения спрямлённой верхней лобовой детали корпуса ИС-2 шансы выстоять против 88-мм снаряда значительно увеличились, хотя лоб башни всё ещё был недостаточно защищён против 88-мм KwK36. В целом же, уступая ИС-2 по защищённости и мощности огня (особенно по небронированным целям), «Тигр I» несколько выигрывал у него в технической скорострельности эффективной на минимальных дистанциях боя (5-8 выстрелов в минуту в самых лучших условиях против 4-6 у ИС-2).
Интересным вопросом является положение «Тигра I» среди немецких тяжёлых танков (по советской классификации). По сравнению с «Пантерой» и «Тигром II» «Тигр I» был наиболее сбалансированной машиной — первые ощутимо тяготели к роли «противотанковых танков», серьёзно уступая «Тигру I» либо по подвижности («Тигр II»), либо по защищённости в целом («Пантера»). И «Пантера», и «Тигр II» до самого конца войны страдали от механических проблем, тогда как «Тигр I» при его правильной эксплуатации обладал неплохой надёжностью. Были случаи, когда отдельные немецкие экипажи предпочитали старый «Тигр» новому, несмотря на более мощное вооружение и бронирование последнего.

## Сохранившиеся экземпляры
На сегодняшний день в музеях и частных коллекциях находится, по меньшей мере, десять экземпляров танка:

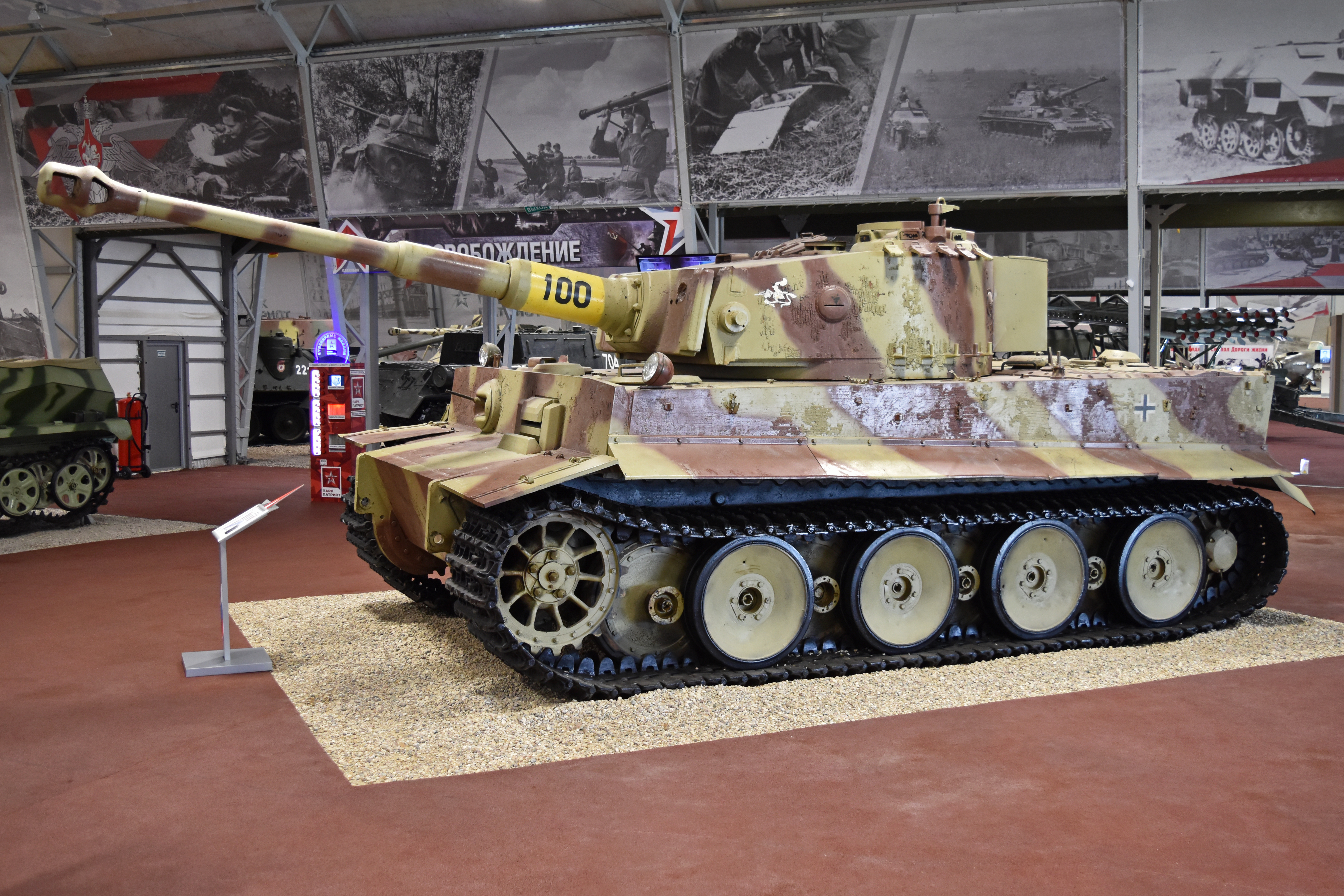
Танк PzKpfw VI Tiger в экспозиции парка «Патриот» (Кубинка)

1. Австралийский музей бронетехники и артиллерии[англ.], Кэрнс[18]. Машина собрана в 2021 году из обломков корпуса № 250771 с воссозданием недостающих частей. Внешне комплектная, отсутствуют подвеска, трансмиссия и двигатель. Планируется восстановление до ходового состояния[источник не указан 618 дней].
2. Танк в частной коллекции[18].
3. Танковый музей на базе Бовингтон-Кэмп, графство Дорсет (бортовой номер 131, захвачен союзниками весной 1943 года в Тунисе). Единственный экземпляр, способный передвигаться самостоятельно. Участвовал в съёмках американского фильма «Ярость»[19].
4. Бронетанковый музей в Кубинке[20]. По состоянию на 2023 год, вместе с рядом прочих образцов бронетехники Вермахта, находится в парке «Патриот»[21].
5. Ленино-Снегирёвский военно-исторический музей, подмосковный посёлок Снегири[22][23]. Использовался в качестве мишени на полигоне в Нахабино, найден в 1973 году[24]. Имеет многочисленные вмятины и пробоины, отсутствуют часть дна корпуса, люки экипажа, несколько ходовых катков, элементы гусениц. Ствол орудия заменён обрезком трубы. Танк находится на открытой площадке музея.
6. Музей бронетехники и кавалерии армии США[англ.], Форт-Мур[18]. Бортовой номер 712. После завершения Второй мировой войны хранился на Абердинском испытательном полигоне. В конце 1940-х с левой стороны корпуса и башни выполнены вырезы для обзора внутренней части танка. С 1989 по 2012 год находился в Германии и Великобритании[25].
7. Танк в частной коллекции[18]. Собран с использованием частей, найденных в 1973 году на полигоне в Нахабино, вместе с двумя другими машинами[24]. С 2013 по 2016 год выставлялся в Немецком танковом музее в Мюнстере[26].
8. Танк в частной коллекции[27]. Собран из частей, найденных во Франции[28].
9. Музей бронетехники[фр.], Сомюр[29][30].
10. «Тигр» с бортовым номером 231[фр.], Вимутье[18]. Подорван экипажем при отступлении, отсутствует дно корпуса, трещины в корпусе и башне[31][32].

В музее «Битва за Ленинград» (Всеволожск) по словам сотрудников, хранятся ящики с неустановленным количеством обломков и деталей машины с бортовым номером 001, уничтоженной под Мгой в районе Синявинских Высот.